# Bernardo I de Bigorra
Bernardo Roger de Cominges (979/981-1034), fue hijo de Roger I de Carcasona y de Adelaida de Rouergue. Sucedió a su padre al frente del condado de Conserans y del señorío y después el condado de Foix. 
Casado en primeras nupcias con Beatriz, de la que tuvo dos hijos, Roger y Pedro, se casó en segundas nupcias con la condesa Garsenda de Bigorra, que le aportó el Condado de Bigorra como dote, con la que tuvo por lo menos tres hijos: Ermesinda (esposa del rey de Aragón Ramiro I), Heraclio de Foix (obispo de Foix) y Bernardo II, que heredó Bigorra.
La herencia de Bernardo Roger pasó a su hijo mayor Roger I, que recibió la parte que ya poseía del padre del condado de Carcasona, y el señorío de Foix con el título de conde. El segundo hijo, Pedro, acabó siendo también conde de Foix al fallecer su hermano sin hijos (1064).
| Predecesor: Garcia Llop  | Conde de Bigorra 1010-1034 | Sucesor: Bernardo II de Bigorra |
| Predecesor: Nuevo título | Señor de Foix c. 1012-1034 | Sucesor: Roger                  |